# Altihoratosphaga nomima
Altihoratosphaga nomima är en insektsart som först beskrevs av Karsch 1896.  Altihoratosphaga nomima ingår i släktet Altihoratosphaga och familjen vårtbitare. Inga underarter finns listade i Catalogue of Life.